# Base Pedro Vicente Maldonado
La Base Pedro Vicente Maldonado est un centre de recherche en Antarctique dépendant de l'Équateur. Il est situé sur l'île Greenwich, dans l'archipel des Îles Shetland du Sud. La base a été inaugurée le 2 mars 1990 sur la pointe de Fort Williams dans la baie de Discovery.

## Dénomination
La base est nommée en l'honneur du scientifique équatorien du XVIIIe siècle Pedro Vicente Maldonado qui a participé à la détermination de la ligne équatoriale et travaillé sur les pôles magnétiques terrestres.
L"installation de cette base a été impulsée par le général Richelieu Levoyer, alors député, en 1988.

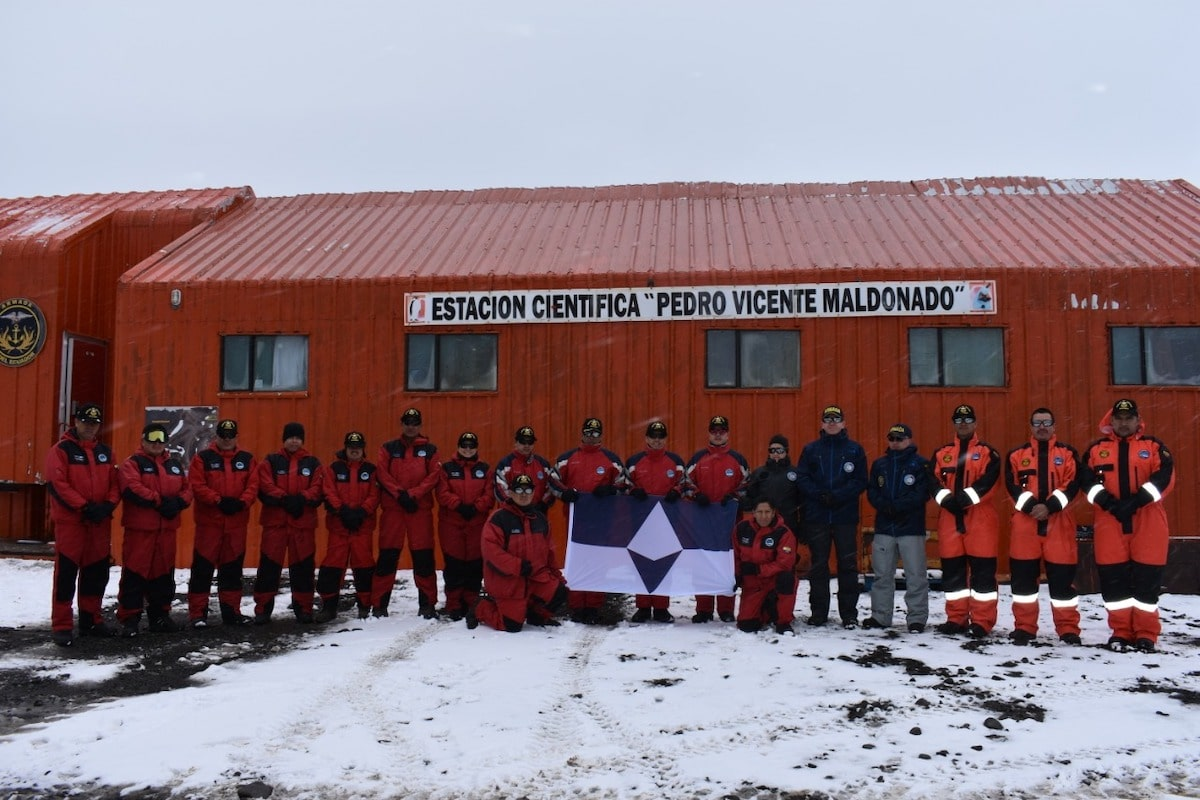
Membres des programmes nationaux de l'Antarctique de l'Équateur et de la Colombie posant avec le drapeau de l'Antarctique devant la station Maldonado, Antarctique

## Recherches
L'Équateur réalise des recherches permanentes en Antarctique. Les recherches sont menées en coopération entre le navire Orion et la base et concernent la physiologie humaine, la géologie et l'océanographie. Un refuge est installé sur la base depuis 1990.

## liens externes
- (es) Institut antarctique équatorien
- Mesure du changement climatique sur la base Pedro vicente maldonado
- Recherches sur la base Pedro vicente maldonado